# جنایده-۴
جنایده-۴ (به لاتین: Jhenaidah-4) یک منطقهٔ مسکونی در بنگلادش است که در ناحیه جنایده واقع شده‌است.